# Brooklyn Cruise Terminal

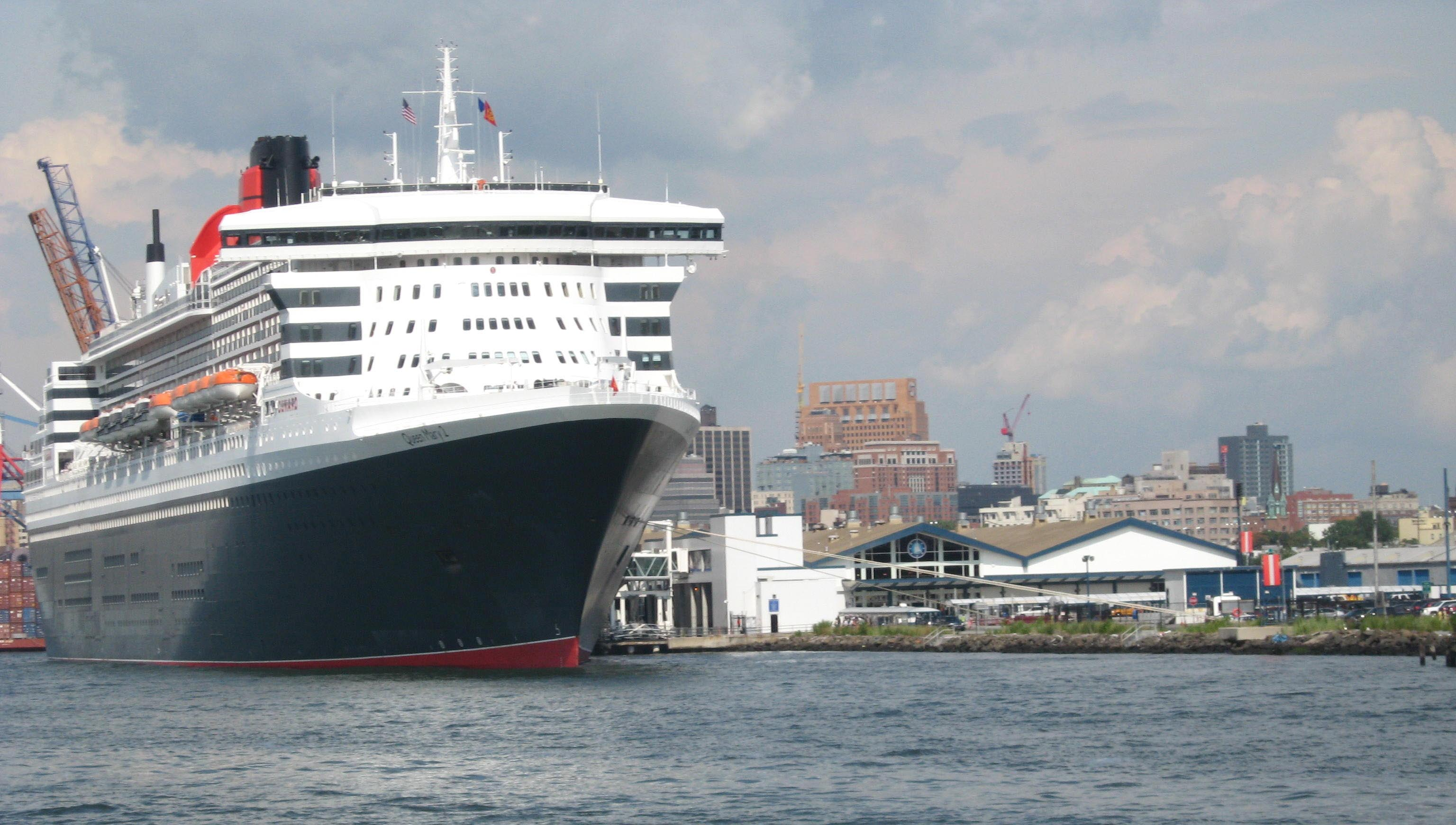
QM2 vid pir 12

Brooklyn Cruise Terminal är en av tre terminaler för oceangående kryssningsfartyg i New York. Terminalen ligger vid Red Hook Pier 12. Terminalen öppnades 15 april 2006. Första fartyget som invigde terminalen var RMS Queen Mary 2.